# Tendu
Tendu és un municipi francès, situat al departament de l'Indre i a la regió de Centre – Vall del Loira. L'any 2007 tenia 550 habitants.

## Demografia

### Població
El 2007 la població de fet de Tendu era de 550 persones. Hi havia 219 famílies, de les quals 53 eren unipersonals (20 homes vivint sols i 33 dones vivint soles), 81 parelles sense fills, 81 parelles amb fills i 4 famílies monoparentals amb fills.
La població ha evolucionat segons el següent gràfic:
Habitants censats

### Habitatges
El 2007 hi havia 291 habitatges, 224 eren l'habitatge principal de la família, 42 eren segones residències i 25 estaven desocupats. 275 eren cases i 2 eren apartaments. Dels 224 habitatges principals, 163 estaven ocupats pels seus propietaris, 52 estaven llogats i ocupats pels llogaters i 9 estaven cedits a títol gratuït; 1 tenia una cambra, 13 en tenien dues, 32 en tenien tres, 79 en tenien quatre i 99 en tenien cinc o més. 180 habitatges disposaven pel capbaix d'una plaça de pàrquing. A 89 habitatges hi havia un automòbil i a 119 n'hi havia dos o més.

### Piràmide de població
La piràmide de població per edats i sexe el 2009 era:
| Homes | Edats   | Dones |
| ----- | ------- | ----- |
| 0     | 95 o +  | 4     |
| 4     | 90 a 94 | 0     |
| 4     | 85 a 89 | 12    |
| 16    | 80 a 84 | 8     |
| 8     | 75 a 79 | 20    |
| 8     | 70 a 74 | 12    |
| 12    | 65 a 69 | 16    |
| 8     | 60 a 64 | 8     |
| 20    | 55 a 59 | 12    |
| 12    | 50 a 54 | 12    |
| 20    | 45 a 49 | 16    |
| 4     | 40 a 44 | 4     |
| 16    | 35 a 39 | 12    |
| 8     | 30 a 34 | 16    |
| 12    | 25 a 29 | 16    |
| 8     | 20 a 24 | 4     |
| 20    | 15 a 19 | 12    |
| 20    | 10 a 14 | 4     |
| 16    | 5 a 9   | 12    |
| 12    | 0 a 4   | 8     |

## Economia
El 2007 la població en edat de treballar era de 353 persones, 288 eren actives i 65 eren inactives. De les 288 persones actives 258 estaven ocupades (145 homes i 113 dones) i 30 estaven aturades (8 homes i 22 dones). De les 65 persones inactives 32 estaven jubilades, 14 estaven estudiant i 19 estaven classificades com a «altres inactius».

### Ingressos
El 2009 a Tendu hi havia 243 unitats fiscals que integraven 600 persones, la mediana anual d'ingressos fiscals per persona era de 17.155 €.

### Activitats econòmiques
Dels 16 establiments que hi havia el 2007, 2 eren d'empreses alimentàries, 1 d'una empresa de fabricació d'altres productes industrials, 6 d'empreses de construcció, 2 d'empreses de comerç i reparació d'automòbils, 1 d'una empresa de transport, 1 d'una empresa immobiliària i 3 d'empreses de serveis.
Dels 5 establiments de servei als particulars que hi havia el 2009, 2 eren tallers de reparació d'automòbils i de material agrícola, 1 fusteria i 2 lampisteries.
Els 2 establiments comercials que hi havia el 2009 eren fleques.
L'any 2000 a Tendu hi havia 19 explotacions agrícoles que ocupaven un total de 1.860 hectàrees.

## Equipaments sanitaris i escolars
El 2009 hi havia una escola elemental integrada dins d'un grup escolar amb les comunes properes formant una escola dispersa.

## Poblacions més properes
El següent diagrama mostra les poblacions més properes.